# Aljona Walerjewna Ledenjowa

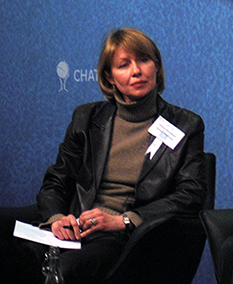
Aljona Ledenjowa (2013)

Aljona Walerjewna Ledenjowa (russisch Алёна Валерьевна Леденёва; * 12. Mai 1964 in Nowosibirsk) ist eine russische Politikwissenschaftlerin. Sie ist Professorin für Politik und Gesellschaft Russlands an der UCL School of Slavonic and East European Studies des University College London.

## Werdegang
Aljona Ledenjowa studierte Ökonomie an der Staatlichen Universität Nowosibirsk und Politikwissenschaft an der University of Cambridge, wo sie 1996 zur Dr. phil. promoviert wurde. Nach einem Postdoc-Stipendium war sie 2005 Senior Fellow am Davis Center für Russische und Eurasische Studien in Harvard und hatte 2006 eine Simon Professur an der Universität Manchester. International bekannt wurde sie mit ihren Büchern How Russia Really Works (2006) und Can Russia Modernise? (2013).
Derzeit leitet und koordiniert sie das Global Informality Project, das unter anderem erstmals eine Global Encyclopedia of Informality entwickelt.

## Schriften (Auswahl)
- Informalität oder Korruption. Kritik der quantitativen Korruptionsforschung. Osteuropa, 8–9/2018, S. 25–40
- Can Russia Modernise? Sistema, Power Networks and Informal Governance, Cambridge University Press 2013
- How Russia Really Works. Cornell University Press, 2006
- Unwritten Rules. Centre for European Reform, 2001
- Russia’s Economy of Favours. Blat, Networking and Informal Exchange Cambridge University Press, 1998[7]

Herausgeberschaft
- Economic Crime in Russia. Kluwer Law International, 2000
- Bribery and Blat in Russia. Macmillan, 2000
- The Global Encyclopaedia of Informality, Volume 1 (Open access) (UCL Press, 2018)
- The Global Encyclopaedia of Informality, Volume 2 (Open access) (UCL Press, 2018)